# Мализе & Блин
Мализе & Блин (фр. Établissements Malicet et Blin) је била француска компанија за производњу аутомобила и шасија.

## Историја компаније
Пол Мализе и Еуген Блин основали су компанију у Обервилијеу за производњу бицикла 1890. године. Производња бицикала је праћена и производњом прибора за возила и делова за аутомобиле, попут шасије и управљачког механизма. На француском тржишту, компанија је била један од лидера у овој производњи. Између 1897. и 1903. године, појавили су се комплетни аутомобили из ове фабрике, под именом Мализе & Блин. Међутим, производња сопствених аутомобила је увек остала доста ниска. Продаја и испорука осталим произвођачима аутомобила остала је све до 1925. године, а делимично под сопственим именом МАБ.
Пол Мализе је умро октобра 1923. године.

## Аутомобили
Поред осталих произведени су модели 4 CV, 6 CV и 8 CV са једноцилиндричним мотором. Један примерак из 1903. године са мотором произвођача Д Дио-Бутон са 6 КС и каросеријом Тоно сачуван је до данас и често учествује у трци ветерана између Лондона и Брајтона. Поред овог аутомобила сачуван је још један са каросеријом Vis-à-vis из 1897. године и снаге мотора 4 КС.

## Бицикли
Мализе & Блин 1893. године поднео је пријаву патента, број 230674, за котрљајуће лежајеве примењене у мењачима бицикла. Ово је рекламирано као Регина систем, а компанија је постала главни добављач других произвођача. Овај посао је купио 1967. године СКФ.
Компанија је добила сребрну медаљу на Париској изложби бицикала у септембру 1900. године.

## Прибор
Прибор а посебно шасије испоручиване су следећим произвођачима аутомобила: Алатак, Бриџвотер, CCC, Ернст, Ексцелзиор, Ејсинк, Ајвор, Ла Торпил, Луцерна, Марлборо, Муте, Сигма, и Туар.

## Ратна производња

### Наоружање
фабрике, са преко 500 запослених, производила је артиљеријске гранате са бојевим главама током Првог светског рата.

### Авионски мотори
У 1914. години Еуген Блин и Пјер Клерже, укључили су фабрику у изградњу авиона. Они производе моторе за бомбардер Сопвит Стратер и за ратне хидроавионе за француско-британску авијацију.